# Іванківщина
Іванківщина (біл. вёска Іванкаўшчына) — село в складі Борисовського району Мінської області, Білорусь. Село підпорядковане Мойсеївщинській сільській раді, розташоване в північно-східній частині області.
Рішенням Мінської обласної ради депутатів від 28 травня 2013 року, щодо змін адміністративно-територіального устрою Мінської області, село Іванківщина, уже колишньої Троянівської сільської ради, передане до Мойсеївщинської сільської ради.